# 威克轉動
物理學中，威克轉動（Wick rotation）是一個找尋解的方法，將閔可夫斯基空間中的問題轉到歐幾里得空間中，於其中求解，再逆轉回閔可夫斯基空間中。其所根據的是解析延拓（analytic continuation）。
其動機來自於對表達閔可夫斯基空間的度規所做的觀察，閔可夫斯基度規如下：
{\displaystyle ds^{2}=-(dt^{2})+dx^{2}+dy^{2}+dz^{2}}
而四維歐幾里得度規為：
{\displaystyle ds^{2}=dt^{2}+dx^{2}+dy^{2}+dz^{2}}
若允許座標{\displaystyle t}可以具有複數值，則兩者並無不同。當{\displaystyle t}被限制在虛數軸上時，閔可夫斯基度規變成了歐幾里得度規，反之亦然。若以閔可夫斯基空間中座標{\displaystyle x,y,z,t}表示一問題，然後將{\displaystyle w=it}代入，有時候即可產生在實數歐幾里得座標{\displaystyle x,y,z,w}所表示的問題，而這樣比較容易得到解。這樣的解可以在之後，透過反向的代入，產生原本問題的解。
威克轉動以驚人地方式連結了量子力學與統計力學。舉例來說，薛丁格方程式（Schrödinger equation）與熱方程式（heat equation）可透過威克轉動而相關連。然而，仍有些許差異，例如：統計力學中的n點函數滿足正性（positivity），而威克轉動下的量子場論（quantum field theory, QFT）則滿足反射正性（reflection positivity）。
Template:Elucidate
威克轉動是以義大利科學家吉安·卡羅·威克為名。它被稱作「轉動」（rotation）是因為當我們將複數表示成平面時，將一複數乘上{\displaystyle i}等於將代表此複數的向量旋轉了{\displaystyle \pi /2}的角度。
當史蒂芬·霍金（Stephen Hawking）在他的知名著作《時間簡史》（A Brief History of Time）中寫下關於「虛數時間」的東西時，他所用到的就是威克轉動。
威克轉動亦將一個處於一有限的溫度倒數（inverse temperature）β之量子場論聯繫到一在「管」R3×S1上的統計力學模型，其中虛數時間座標τ具有週期性，週期為β。
不過要注意到，不能將威克轉動視為在複數向量空間的轉動；複數向量空間具有平常的範數以及由內積诱導出的度規，在此之中威克轉動會抵銷掉而沒有任何的效應。

## 外部連結
- （英文）Wick rotation （页面存档备份，存于）——一個部落格介紹